# Glaya un país
Glaya un país ("Grita un país") es el quinto álbum del grupo asturiano de rock Dixebra, grabado en los Estudios ODDS de Gijón y masterizado en los Katarain de Azcárate a principios de 2000 y editado ese mismo año por la compañía discográfica del grupo, Discos L'Aguañaz. La producción corrió a cargo del músico vasco Kaki Arkarazo.
Glaya un país es considerado por muchos seguidores de la banda como el mejor álbum de Dixebra. Supone una importante evolución estilística y técnica con respecto al anterior trabajo, Dieron en duru, del cual lo separan unos tres años. La guitarra mejora su sonido y toma nuevos ritmos. No obstante, la mayor mejora instrumental se produce en la gaita, ya que el grupo sustituye a partir de este disco la gaita tradicional asturiana por la nueva gaita MIDI inventada y popularizada por José Ángel Hevia. Esto permite alcanzar una precisión mucho mayor y además explorar nuevas sonoridades, con las múltiples posibilidades que da el instrumento electrónico y multitímbrico. Además, el gran número de colaboraciones de diversos instrumentistas con las que cuenta la banda en la grabación del disco aporta una gran variedad de matices a los temas. Es este el álbum de Dixebra con mayor diversidad instrumental, ya que el sonido del grupo se ve reforzado por una parte con sonidos propios del folk (más que en cualquier otro de sus trabajos) y por otra con una sección de vientos que comienza a adquirir importancia, como seguirá haciendo en posteriores discos.
En general, el álbum presenta un importante aumento de variedad musical en las piezas y de limpieza y contundencia en el sonido, aspecto éste en el que ya el anterior disco tenía grandes avances.
La formación de Dixebra para este trabajo fue: Xune (voz), Primi (guitarra), Javi (bajo), Isra (batería) y Fernando (gaita); es decir, la misma que grabara Dieron en duru con la excepción de Fredi en las percusiones.
En el aspecto de colaboraciones, este es el disco con más y más conocidos nombres. Entre las voces, Anabel Santiago interpreta una tonada que abre el disco, Fermin Muguruza canta en Wilma Loulé y Xosé Ambás (N'arba) hace lo propio en La danza, tema donde también toca la gaita. Además, Maxi (Fe de Ratas) y Mapi Quintana aportan coros. En el apartado instrumental, se acumulan las colaboraciones de Rubén Bada y Martín Fernández-Peña (ambos por entonces en Xéliba), el primero con bouzouki y violín y el segundo con el acordeón diatónico; Merce Santos (La Bandina) con la zanfonía y la caja escocesa, Paco Martínez con programaciones y arreglos de viento; y una sección de vientos que aparece en algunos temas, con David Colado y Toño Gómez al trombón, Agus Lara a la trompeta y Eladio Sánchez al saxo. Estos dos últimos realizarían la gira de ese año con Dixebra, para incorporarse definitivamente a la banda en 2001.

## Lista de canciones
1. Mañana fría
2. Baila'l mileniu
3. Amnesia
4. Vaqueira
5. L'idiota
6. Hestories repetíes
7. La danza
8. Puta vida
9. Búscate a ti mesmu
10. Wilma Loulé
11. La partida